# Tournoi de tennis de Cluj
Le tournoi de Cluj est un tournoi international de tennis du circuit professionnel féminin WTA.
Le tournoi fait son apparition au calendrier en 2021 à la place du Citi Open de Washington. 
Une 1ère édition est disputée sur terre battue sous l'appellation Winners Open. 
Un second tournoi est organisé sur surface dure, le Transylvania Open.

## Palmarès

### Simple
| No | Date       | Nom et lieu du tournoi         | Catégorie | Dotation  | Surface      | Vainqueure         | Finaliste           | Score         |         |
| -- | ---------- | ------------------------------ | --------- | --------- | ------------ | ------------------ | ------------------- | ------------- | ------- |
| 1  | 02-08-2021 | Winners Open, Cluj-Napoca      | WTA 250   | 235 238 $ | Terre (ext.) | Andrea Petkovic    | Mayar Sherif        | 6-1, 6-1      | Tableau |
| 2  | 25-10-2021 | Transylvania Open, Cluj-Napoca | WTA 250   | 235 238 $ | Dur (int.)   | Anett Kontaveit    | Simona Halep        | 6-2, 6-3      | Tableau |
| 3  | 10-10-2022 | Transylvania Open, Cluj-Napoca | WTA 250   | 251 750 $ | Dur (int.)   | Anna Blinkova      | Jasmine Paolini     | 6-2, 3-6, 6-2 | Tableau |
| 4  | 16-10-2023 | Transylvania Open, Cluj-Napoca | WTA 250   | 259 303 $ | Dur (int.)   | Tamara Korpatsch   | Elena-Gabriela Ruse | 6-3, 6-4      | Tableau |
| 5  | 05-02-2024 | Transylvania Open, Cluj-Napoca | WTA 250   | 267 082 $ | Dur (int.)   | Karolína Plíšková  | Ana Bogdan          | 6-4, 6-3      | Tableau |
| 6  | 03-02-2025 | Transylvania Open, Cluj-Napoca | WTA 250   | 275 094 $ | Dur (int.)   | Anastasia Potapova | Lucia Bronzetti     | 4-6, 6-1, 6-2 | Tableau |

### Double
| No | Date       | Nom et lieu du tournoi        | Catégorie | Dotation  | Surface      | Vainqueures                      | Finalistes                              | Score            |         |
| -- | ---------- | ----------------------------- | --------- | --------- | ------------ | -------------------------------- | --------------------------------------- | ---------------- | ------- |
| 1  | 02-08-2021 | Winners Open Cluj-Napoca      | WTA 250   | 235 238 $ | Terre (ext.) | Natela Dzalamidze Kaja Juvan     | Katarzyna Piter Mayar Sherif            | 6-3, 6-4         | Tableau |
| 2  | 25-10-2021 | Transylvania Open Cluj-Napoca | WTA 250   | 235 238 $ | Dur (int.)   | Irina Bara Ekaterine Gorgodze    | Aleksandra Krunić L. Pattinama Kerkhove | 4-6, 6-1, [11-9] | Tableau |
| 3  | 10-10-2022 | Transylvania Open Cluj-Napoca | WTA 250   | 251 750 $ | Dur (int.)   | Kirsten Flipkens Laura Siegemund | Kamilla Rakhimova Yana Sizikova         | 6-3, 7-5         | Tableau |
| 4  | 16-10-2023 | Transylvania Open Cluj-Napoca | WTA 250   | 259 303 $ | Dur (int.)   | Jodie Burrage Jil Teichmann      | Léolia Jeanjean Valeriya Strakhova      | 6-1, 6-4         | Tableau |
| 5  | 05-02-2024 | Transylvania Open Cluj-Napoca | WTA 250   | 267 082 $ | Dur (int.)   | Caty McNally Asia Muhammad       | Harriet Dart Tereza Mihalíková          | 6-3, 6-4         | Tableau |
| 6  | 03-02-2025 | Transylvania Open Cluj-Napoca | WTA 250   | 275 094 $ | Dur (int.)   | Magali Kempen Anna Sisková       | Jaqueline Cristian Angelica Moratelli   | 6-3, 6-1         | Tableau |